# 高円宮杯 JFA U-18サッカープリンスリーグ中国
高円宮杯 JFA U-18サッカープリンスリーグ中国（たかまどのみやはい ジェイエフエイ アンダーエイティーン サッカープリンスリーグちゅうごく）とは、全国に9つある高円宮杯 JFA U-18サッカープリンスリーグのひとつ。鳥取県・島根県・岡山県・広島県・山口県の、中国地方5県の2種（高校生・ユース）チームが参加するサッカーリーグ戦である。
シーズンごとの正式名称は「高円宮杯 JFA U-18サッカー○○プリンスリーグ中国」（○○部分にその年度、たとえば2011年シーズンなら2011が入る）。略称は「高円宮杯U-18プリンスリーグ中国」、あるいは「プリンスリーグ中国」。

## 概要
2003年より「JFAプリンスリーグU-18中国」開催。2011年より再編され現在のリーグ名に名称変更した。高円宮杯 JFA U-18サッカープレミアリーグの下部リーグにあたり、上位チームはプレミアリーグ参入戦に出場できる。2010年以前までは上位チームに高円宮杯全日本ユースサッカー選手権 (U-18)大会出場資格が与えられていた。
4月（3月末からの年もあった）から、12月にかけて行われる。チームとして優勝チームとフェアプレー賞、個人として最優秀選手賞（MVP）と得点王が表彰される。各試合で優秀選手を各チーム一人選び、それを集計・参考にMVPを選出する。レギュレーションは数年ごとに変更している。
2004年に高円宮杯で優勝した広島ユースのみならず、他のチームも高校およびクラブユースの大会で好成績を収めるなど、プリンスリーグによって地域サッカーレベル向上に成功した地区の一つ。

## レギュレーション

### 現在
10チーム編成のホーム&アウェーの2回戦総当たりリーグ。上位がプレミアリーグ参入戦に出場する。
なお、中断時期が設けられており、その間にインターハイおよび天皇杯の県予選、日本クラブユースサッカー選手権 (U-18)大会中国地区予選、選手権県予選が行われる。

### 推移
| 年度      | レギュレーション | 昇降格                                           |
| --------- | --- | ------------------------------------------------ |
| 2003      | 12チームを2リーグに編成し6チームによる二回戦総当たりのリーグ戦の後、各リーグの同順位チーム同士による順位決定戦。 | 上位:高円宮杯出場資格 下位：県リーグ降格         |
| 2004-2005 | 12チームを2リーグに編成し6チームによる一回戦総当たりの前期リーグ戦を行い、後期は各リーグ上位3チームずつ6チームによる一回戦総当たりの上位リーグと下位3チームずつ6チームの下位リーグに分けて順位決定。 | 上位:高円宮杯出場資格 下位：県リーグ降格         |
| 2006      | 12チームによる一回戦総当りのリーグ戦で順位決定。 | 上位:高円宮杯出場資格 下位：県リーグ降格         |
| 2007-2010 | 二部制を採用、更に独特のレギュレーションを採用した。 - 16チームを一部8チーム・二部8チームの2リーグに編成し、ファーストラウンドは一回戦総当りのリーグ戦が行う。 - この結果をふまえ、一部8チームを上下位4チームおよび二部リーグを上位4チームに分けて、セカンドラウンド一回戦総当りのリーグ戦を行う（但し、上位チームが5位以下に、下位チームが4位以上にはならない）。 一部上位4チームは高円宮杯出場権、一部下位4チームは来期の一部残留、二部上位4チームは来期の一部昇格および二部残留、とそれぞれかけて争う。 - 一部最下位と二部1位が自動的に昇降格、一部下位2位と二部上位3位および一部下位3位と2部上位2位がそれぞれ入替戦を行う。二部の下位5チームが降格。 | 上位:高円宮杯出場資格 下位：県リーグ降格         |
| 2011-2012 | プレミアリーグ開始によりレギュレーションを更新、一部および二部とも各10チームのホーム&アウェーの2回戦総当たりリーグとなった。上位がプレミアリーグ参入戦に出場、下位が県ユースリーグに降格する。2013年より1部制に移行するため、2012年のリーグ終了後、一部下位チーム・二部上位チーム・各県リーグ優勝チームによる参入戦を実施。 | 上位:プレミアリーグ参入戦出場 下位：県リーグ降格 |
| 2013-現在 | 一部リーグのみの10チーム編成とする。 | 上位:プレミアリーグ参入戦出場 下位：県リーグ降格 |

## 参加チーム

### 2025年度
10チーム編成。チーム名の並びは前年の順位上位からの順。
- 岡山学芸館高等学校 (岡山)
- 高川学園高等学校 (山口)
- 立正大学淞南高等学校 (島根)
- 広島県瀬戸内高等学校 (広島)
- サンフレッチェ広島FCユースセカンド (広島)
- 岡山県立玉野光南高等学校 (岡山)
- 広島県立広島皆実高等学校 (広島)
- 米子北高等学校 (鳥取)
- 岡山県作陽高等学校 (岡山)
- 創志学園高等学校 (岡山)

### 過去に参加していたチーム
鳥取県
- 鳥取県立米子東高等学校
- 鳥取県立八頭高等学校
- ガイナーレ鳥取U-18
- 米子北セカンド（Bチーム）
- 鳥取県立境高等学校

島根県
- 島根県立益田高等学校
- 江の川高等学校（現・石見智翠館高等学校）
- 島根県立松江商業高等学校
- 開星高等学校
- 島根県立大社高等学校

岡山県
- 岡山県立東岡山工業高等学校
- 岡山県立倉敷南高等学校
- 岡山龍谷高等学校
- 明誠学院高等学校
- 作陽学園（Bチーム）
- 就実高等学校
- ファジアーノ岡山U-18

広島県
- 広島県立広島工業高等学校
- 銀河学院高等学校
- 広島市立沼田高等学校
- サンフレッチェ広島FCユース
- 広島県立福山葦陽高等学校
- 広島県立広島国泰寺高等学校
- 広島県立高陽高等学校
- 山陽高等学校
- 広島県立広島観音高等学校

山口県
- 山口県立豊浦高等学校
- 山口県鴻城高等学校
- 山口県立小野田工業高等学校
- 山口県立下関中央工業高等学校
- 山口県立山口高等学校
- 山口県立宇部高等学校
- 山口県立西京高等学校
- 聖光高等学校
- レノファ山口FC U-18

## 歴代成績

### 高円宮杯U-18プリンスリーグ
| 年度 | 優勝                     | MVP              | 得点王             | フェア プレー | プレミアリーグ昇格   |
| ---- | ------------------------ | ---------------- | ------------------ | ------------- | -------------------- |
| 2024 | 岡山学芸館               | （）             | （）               |               |                      |
| 2023 | ファジアーノ岡山U-18     | （）             | （）               |               | ファジアーノ岡山U-18 |
| 2022 | 米子北                   | （）             | （）               |               | 米子北               |
| 2021 | 米子北                   | （）             | （）               |               |                      |
| 2020 | サンフレッチェ広島ユース | （）             | （）               |               |                      |
| 2019 | 岡山学芸館               | （）             | （）               |               |                      |
| 2018 | 作陽                     | （）             | （）               |               |                      |
| 2017 | 広島皆実                 | （）             | （）               |               |                      |
| 2016 | 米子北                   | （）             | （）               |               | 米子北               |
| 2015 | 米子北                   | （）             | （）               |               |                      |
| 2014 | 立正大淞南               | （）             | （）               |               |                      |
| 2013 | 瀬戸内                   | 浜下瑛（瀬戸内） | 小田駿介（瀬戸内） | 淞南          | -                    |

| 年度 | 優勝 | 優勝 | MVP              | 得点王           | 得点王           | フェア プレー |  | プレミアリーグ昇格 |
| 年度 | 1部  | 2部  | MVP              | 1部              | 2部              | フェア プレー |  | プレミアリーグ昇格 |
| ---- | ---- | ---- | ---------------- | ---------------- | ---------------- | ------------- |  | ------------------ |
| 2012 | 皆実 | 高川 | 田中崚平（皆実） | 林大貴（淞南）   | 永島大地（大社） | 聖光          |  | -                  |
| 2011 | 作陽 | 聖光 | 高瀬龍舞（作陽） | 濱村亮太（皆実） | 高橋拓也（大社） | 皆実          |  | 作陽               |

### JFAプリンスリーグU-18
| 年度 | 優勝  | 優勝     | MVP                 | 得点王                                              | 得点王                            | フェア プレー |  | 高円宮杯 | 高円宮杯               |
| 年度 | 1部   | 2部      | MVP                 | 1部                                                 | 2部                               | フェア プレー |  | 枠       | チーム                 |
| ---- | ----- | -------- | ------------------- | --------------------------------------------------- | --------------------------------- | ------------- |  | -------- | ---------------------- |
| 2010 | 広島Y | 作陽     | 砂川優太郎（広島Y） | 砂川優太郎（広島Y）                                 | 越野大地（開星） 溝部利恭（西京） | 玉野光南      |  | 3        | 広島Y,観音,立正大淞南  |
| 2009 | 広島Y | 玉野光南 | 茶島雄介（広島Y）   | 砂川優太郎（広島Y）                                 | 山本大稀（米子北）                | 瀬戸内        |  | 2        | 広島Y,観音,米子北      |
| 2008 | 皆実  | 瀬戸内   | 松岡祐介（皆実）    | 辻本裕也（作陽） 不老祐介（広島Y） 竹下亮輔（観音） | 大宮隆太郎（瀬戸内）              | 西京          |  | 3        | 皆実,作陽,広島Y        |
| 2007 | 広島Y | 境       | 佐藤拓（広島Y）     | 齋藤達也（高川）                                    | 齋藤達也（高川）                  | 境            |  | 3        | 広島Y,作陽,皆実        |
| 2006 | 広島Y | 広島Y    | 高橋卓見（銀河）    | 高橋卓見（銀河）,大国仁史（銀河）                   | 高橋卓見（銀河）,大国仁史（銀河） | 境            |  | 3        | 広島Y,銀河,作陽,観音   |
| 2005 | 広島Y | 広島Y    | 柏木陽介（広島Y）   | 横竹翔（広島Y）                                     | 横竹翔（広島Y）                   | 西京          |  | 2        | 広島Y,観音             |
| 2004 | 広島Y | 広島Y    | 桒田慎一朗（広島Y） | 高田剛（銀河）                                      | 高田剛（銀河）                    | 観音          |  | 3        | 広島Y,観音,皆実,多々良 |
| 2003 | 広島Y | 広島Y    | 中野桂介（広島Y）   | ?                                                   | ?                                 | 東岡工        |  | 1        | 広島Y,観音             |

1. ↑  高円宮杯出場枠であると共に、プレミアリーグ昇格枠でもある
2. ↑  同校のインターハイ準優勝に伴い出場
3. ↑  同校のインターハイ優勝に伴い出場。
4. ↑  広島Yのクラブユース選手権優勝に伴い繰り上げ。
5. ↑  広島Yのクラブユース選手権優勝に伴い繰り上げ。

## 主要会場
鳥取県
- とりぎんバードスタジアム
- どらやきドラマチックパーク米子東山陸上競技場

島根県
- 松江総合運動公園市営補助競技場

岡山県
- 岡山県美作ラグビー・サッカー場
- 神崎山公園陸上競技場
- 難崎町総合公園多目的広場
- 倉敷市水島緑地福田公園陸上競技場

山口県
- 高川学園グラウンド
- 維新百年記念公園ラグビー・サッカー場

広島県
- 広島広域公園
  - 広島ビッグアーチ
  - 広島広域公園第一球技場
  - 広島広域公園補助競技場
- コカ・コーラWEST広島スタジアム
- 廿日市市サッカー場
- 福山市竹ヶ端運動公園陸上競技場
- 広島県立びんご運動公園陸上競技場
- 吉田サッカー公園
- みよし運動公園陸上競技場
- 庄原市上野総合公園陸上競技場